# Idioma arabana
Arabana o Arabuna  /ˈʌrəbʌnə/ es una lengua aborigen australiana (Lenguas aborígenes australianas) de la familia Pama-Nyungana, hablada por los pueblos wongkanguru y el arabana.
El idioma está en fuerte declive, con un estimado de 250 hablantes según NILS de 2004, frente a solo 21 hablantes encontrados en el censo de 2006.

## Distribución geográfica
Arabana se habla en el río Neales en el lado oeste del lago Eyre al oeste de Stuart Range; Macumba Creek al sur hasta Coward Springs; en Oodnadatta, Lora Creek, el lago Cadibarrawirracanna y The Peake. Su límite con el pueblo Kokatha al oeste está marcado por el margen de la escarpa de la meseta occidental cerca de Coober Pedy.

## Dialectos
Arabana tiene tres dialectos: Piltapalta, al que Hercus se refiere como "Arabana propiamente dicha", Wangkakupa y Midhaliri. Al wangganguru también se consideraba un dialecto.

## Fonología
La mayoría de las nasales y laterales son alofónicamente preoclusiva.
|             | Periférica | Periférica | Laminal | Laminal  | Apical     | Apical |
| Bilabial    | Velar      | Palatal    | Dental  | Alveolar | Retrofleja |        |
| ----------- | ---------- | ---------- | ------- | -------- | ---------- | ------ |
| Oclusiva    | p          | k          | c       | t̪        | t          | ɖ      |
| Nasal       | m ~ ᵇm     | ŋ          | ɲ ~ ᶡɲ  | n̪ ~ ᵈ̪n̪   | n ~ ᵈn     | ɳ      |
| Lateral     |            |            | ʎ ~ ᶡʎ  | l̪ ~ ᵈ̪l̪   | l ~ ᵈl     | ɭ      |
| vibrante    |            |            |         |          | ɾ ~ r      |        |
| Aproximante | w          | w          | j       |          | ɻ          | ɻ      |

Arabana tiene tres sonidos vocálicos fonémicos, como es típico en otros idiomas australianos.
|         | Anterior | Posterior |
| ------- | -------- | --------- |
| cerrada | i        | u         |
| Abierta | a        | a         |